# Benthochromis horii
Benthochromis horii är en fiskart som beskrevs av Takahashi 2008. Benthochromis horii ingår i släktet Benthochromis och familjen Cichlidae. Inga underarter finns listade.